# Records de Bulgarie d'athlétisme

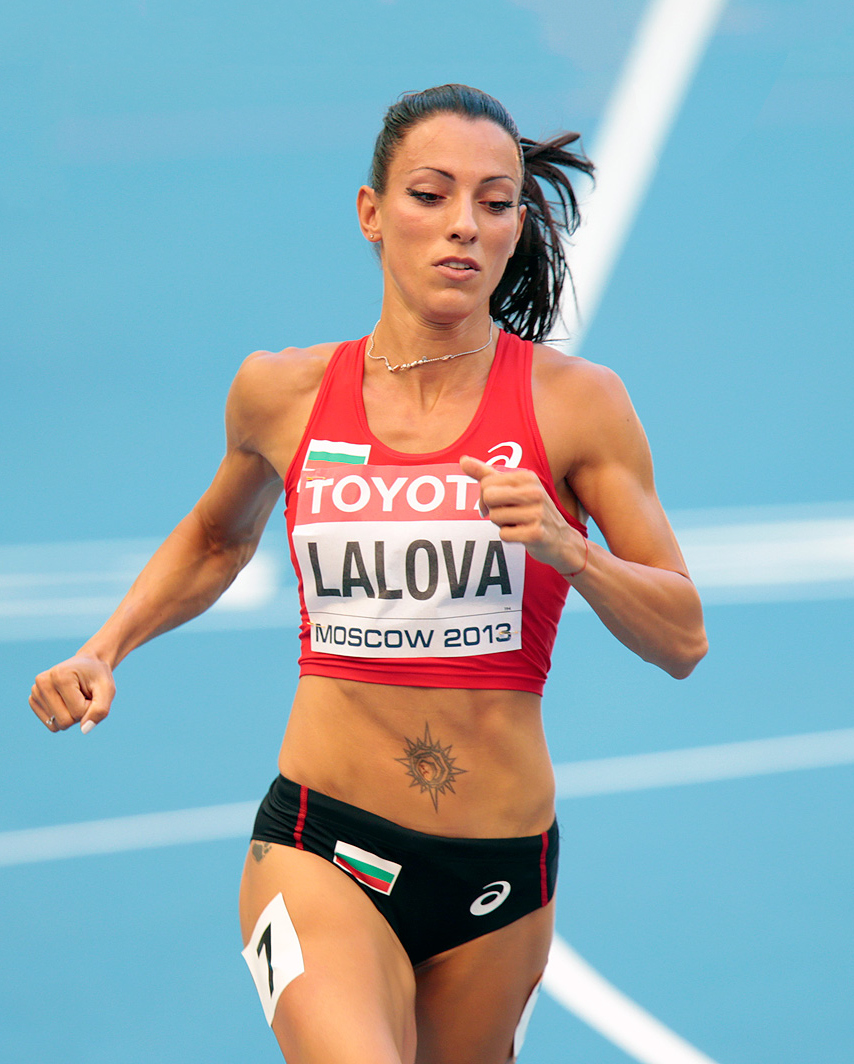
Ivet Lalova, détentrice du record de Bulgarie du 100 m.

Les records de Bulgarie d'athlétisme sont les meilleures performances réalisées par des athlètes bulgares et homologuées par la Fédération bulgare d'athlétisme.

## Plein air

### Hommes
| Épreuve              | Record | Athlète                                                                            | Date              | Compétition                              | Lieu           | Réf.  |
| -------------------- | --- | ---------------------------------------------------------------------------------- | ----------------- | ---------------------------------------- | -------------- | ----- |
| 100 m                | 10 s 13 (+1,4 m/s) | Petar Petrov                                                                       | 24 juillet 1980   | Jeux olympiques                          | Moscou         |       |
| 200 m                | 20 s 20 (+0,8 m/s) | Nikolay Antonov                                                                    | 26 août 1991      | Championnats du monde                    | Tokyo          |       |
| 400 m                | 45 s 32 | Ilya Dzhivondov                                                                    | 3 juin 2000       |                                          | Sofia          |       |
| 800 m                | 1 min 46 s 3 | Binko Kolev                                                                        | 12 juillet 1979   |                                          | Celje          |       |
| 1 500 m              | 3 min 39 s 53 | Evgeni Ignatov                                                                     | 28 août 1982      |                                          | Sofia          |       |
| Mile                 | 3 min 58 s 9 | Moncho Marinov                                                                     | 8 juillet 1974    |                                          | Lyngby         |       |
| 3 000 m              | 7 min 46 s 34 | Evgeni Ignatov                                                                     | 4 juillet 1987    | Bislett Games                            | Oslo           |       |
| 5 000 m              | 13 min 13 s 15 | Evgeni Ignatov                                                                     | 31 août 1986      | Championnats d'Europe                    | Stuttgart      |       |
| 10 000 m             | 27 min 56 s 26 | Evgeni Ignatov                                                                     | 2 juillet 1988    | Bislett Games                            | Oslo           |       |
| Semi-marathon        | 1 h 2 min 33 s | Petko Stefanov                                                                     | 27 octobre 2002   |                                          | Podgorica      |       |
| Marathon             | 2 h 11 min 26 s | Christo Stefanov                                                                   | 19 octobre 1997   |                                          | Sofia          |       |
| 110 m haies          | 13 s 33 (+1,5 m/s) | Zhivko Videnov                                                                     | 14 juin 2000      | Venizelia                                | La Canée       |       |
| 400 m haies          | 48 s 48 | Toma Tomov                                                                         | 11 août 1986      |                                          | Budapest       |       |
| 3 000 m steeple      | 8 min 20 s 87 | Mitko Tsenov                                                                       | 12 juin 2014      | 10th Meeting Iberoamericano de Atletismo | Huelva         | [ 1 ] |
| Saut en hauteur      | 2,36 m | Georgi Dakov                                                                       | 10 août 1990      | Mémorial Van Damme                       | Bruxelles      |       |
| Saut à la perche     | 5,82 m | Spas Bukhalov                                                                      | 2 juin 2007       |                                          | Sofia          |       |
| Saut en longueur     | 8,33 m (+0,7 m/s) | Ivaylo Mladenov                                                                    | 3 juin 1995       | GP II                                    | Séville        |       |
| Triple saut          | 17,92 m (+1,6 m/s) | Khristo Markov                                                                     | 31 août 1987      | Championnats du monde                    | Rome           |       |
| Lancer du poids      | 21,09 m | Georgi Ivanov                                                                      | 20 juillet 2013   |                                          | Ústí nad Labem | [ 2 ] |
| Lancer du disque     | 67,82 m | Velko Velev                                                                        | 13 août 1978      |                                          | Riga           |       |
| Lancer du marteau    | 82,40 m | Plamen Minev                                                                       | 1er juin 1991     |                                          | Plovdiv        |       |
| Lancer du javelot    | 83,40 m | Mark Slavov                                                                        | 20 septembre 2020 | Championnats des Balkans                 | Cluj-Napoca    | [ 3 ] |
| Décathlon            | 8 199 pts | Atanas Andonov                                                                     | 20-21 juin 1981   |                                          | Sofia          |       |
| Décathlon            | 11 s 08 (100 m), 7,32 m (longueur), 15,90 m (poids), 2,08 m (hauteur), 49 s 47 (400 m) / 14 s 57 (110 m haies), 50,58 m (disque), 4,40 m (perche), 56,92 m (javelot), 4 min 37 s 48 (1 500 m) |                                                                                    |                   |                                          |                |       |
| 20 km marche (route) | 1 h 20 min 43 s | Lyubomir Ivanov                                                                    | 26 juin 1988      |                                          | Sofia          |       |
| 50 km marche (route) | 4 h 7 min 46 s | Boncho Lapkov                                                                      | 14 avril 1985     |                                          | Békéscsaba     |       |
| 4 × 100 m            | 38 s 99 | Équipe nationale Pavel Pavlov Vladimir Ivanov Ivaylo Karanyotov Petar Petrov       | 1er août 1980     | Jeux olympiques                          | Moscou         |       |
| 4 × 100 m            | 38 s 99 | Équipe nationale Nikolay Markov Valentin Atanasov Ivaylo Karanyotov Petar Petrov   | 14 août 1982      |                                          | Sofia          |       |
| 4 × 400 m            | 3 min 1 s 61 | Équipe nationale Stanislav Georgiev Tsvetoslav Stankulov Kiril Raykov Anton Ivanov | 21 août 1993      | Championnats du monde                    | Stuttgart      |       |

### Femmes
| Épreuve              | Record | Athlète                                                                               | Date              | Compétition                                    | Lieu         | Réf.  |
| -------------------- | --- | ------------------------------------------------------------------------------------- | ----------------- | ---------------------------------------------- | ------------ | ----- |
| 100 m                | 10 s 77 (+0,7 m/s) | Ivet Lalova                                                                           | 19 juin 2004      | Coupe d'Europe First League                    | Plovdiv      |       |
| 200 m                | 22 s 01 (-0,5 m/s) | Anelia Nuneva                                                                         | 16 août 1987      | Championnats de Bulgarie                       | Sofia        |       |
| 400 m                | 49 s 53 | Vania Stambolova                                                                      | 27 août 2006      | Meeting de Rieti                               | Rieti        |       |
| 800 m                | 1 min 55 s 42 | Nikolina Shtereva                                                                     | 26 juillet 1976   | Jeux olympiques                                | Montréal     |       |
| 1 500 m              | 3 min 57 s 4 | Totka Petrova                                                                         | 11 août 1979      | Championnats des Balkans                       | Athènes      |       |
| Mile                 | 4 min 21 s 52 | Vesela Yatsinka                                                                       | 30 juin 1982      |                                                | Budapest     |       |
| 3 000 m              | 8 min 30 s 59 | Daniela Yordanova                                                                     | 6 juillet 2001    | Meeting Areva                                  | Saint-Denis  |       |
| 5 000 m              | 14 min 56 s 95 | Daniela Yordanova                                                                     | 25 septembre 2000 | Jeux olympiques                                | Sydney       |       |
| 10 000 m             | 32 min 30 s 07 | Militsa Mircheva                                                                      | 29 mars 2019      | Stanford Invitational                          | Palo Alto    |       |
| Semi-marathon        | 1 h 11 min 14 s | Militsa Mircheva                                                                      | 27 octobre 2019   | Semi-marathon de Valence                       | Valence      |       |
| Marathon             | 2 h 29 min 23 s | Militsa Mircheva                                                                      | 15 mai 2022       | Marathon de Copenhague                         | Copenhague   | [ 4 ] |
| 100 m haies          | 12 s 21 (+0,7 m/s) (AR) | Yordanka Donkova                                                                      | 20 août 1988      |                                                | Stara Zagora |       |
| 400 m haies          | 53 s 68 | Vanya Stambolova                                                                      | 5 juin 2011       | Meeting International Mohammed VI d'Athlétisme | Rabat        | [ 5 ] |
| 3 000 m steeple      | 9 min 33 s 41 | Silvia Danekova                                                                       | 1er août 2015     | Championnats des Balkans                       | Pitești      |       |
| Saut en hauteur      | 2,09 m (WR) | Stefka Kostadinova                                                                    | 30 août 1987      | Championnats du monde                          | Rome         |       |
| Saut à la perche     | 4,45 m | Tanya Koleva                                                                          | 21 juin 2003      | Coupe d'Europe First League                    | Velenje      |       |
| Saut en longueur     | 7,00 m (+0,6 m/s) | Silvia Khristova-Moneva                                                               | 3 août 1986       |                                                | Sofia        |       |
| Triple saut          | 15,20 m (-0,3 m/s) | Tereza Marinova                                                                       | 24 septembre 2000 | Jeux olympiques                                | Sydney       |       |
| Lancer du poids      | 21,89 m | Ivanka Khristova                                                                      | 4 juillet 1976    |                                                | Belmeken     |       |
| Lancer du disque     | 73,22 m | Tsvetanka Khristova                                                                   | 19 avril 1987     |                                                | Kazanlak     |       |
| Lancer du marteau    | 65,35 m | Anelia Yordanova                                                                      | 10 juin 2000      |                                                | Sofia        |       |
| Lancer du javelot    | 63,32 m | Hristina Georgieva                                                                    | 28 juin 2000      | Tsiklitiria                                    | Athènes      |       |
| Heptathlon           | 6 658 pts | Svetlana Dimitrova                                                                    | 30-31 mai 1992    | Hypo-Meeting                                   | Götzis       |       |
| Heptathlon           | 13 s 41 (-0,7 m/s) (100 m haies), 1,75 m (hauteur), 14,72 m (poids), 23 s 06 (+2,4 m/s) (200 m) / 6,64 m (+1,9 m/s) (longueur), 43,84 m (javelot), 2 min 09 s 60 (800 m) |                                                                                       |                   |                                                |              |       |
| 10 km marche (route) | 46 min 04 s | Nevena Mineva-Dimitrova                                                               | 7 août 2002       | Championnats d'Europe                          | Munich       |       |
| 20 km marche (route) | 1 h 32 min 11 s | Nevena Mineva-Dimitrova                                                               | 30 juin 2001      | Championnats de Bulgarie                       | Nova Zagora  |       |
| 4 × 100 m            | 42 s 29 | Équipe nationale Krasimira Pencheva Anelia Nuneva Nadezhda Georgieva Yordanka Donkova | 26 juin 1988      |                                                | Sofia        |       |
| 4 × 400 m            | 3 min 25 s 81 | Équipe nationale Katya Ilieva Rositsa Stamenova Galina Penkova Svobodka Damyanova     | 24 juillet 1983   |                                                | Sofia        |       |

## Salle

### Hommes
| Discipline       | Performance   | Athlète                                                 | Compétition                       | Lieu     | Date             |
| ---------------- | ------------- | ------------------------------------------------------- | --------------------------------- | -------- | ---------------- |
| 60 m             | 6 s 58        | Petar Petrov                                            |                                   | Sofia    | 25 février 1978  |
| 200 m            | 20 s 41       | Nikolay Antonov                                         | Championnats d'Europe en salle    | Gênes    | 1er mars 1992    |
| 400 m            | 46 s 35       | Iliya Dzhivondov                                        | Championnats des Balkans en salle | Le Pirée | 12 février 2000  |
| 800 m            | 1 min 47 s 78 | Binko Kolev                                             |                                   | Vienne   | 25 février 1979  |
| 1 000 m          | 2 min 25 s 05 | Binko Kolev Zdravko Gospodinov                          |                                   | Dobritch | 1er février 1986 |
| 1 500 m          | 3 min 41 s 7  | Evgeni Ignatov                                          |                                   | Sofia    | 8 février 1981   |
| 3 000 m          | 7 min 55 s 4  | Evgeni Ignatov                                          |                                   | Sofia    | 1er février 1981 |
| 5 000 m          |               |                                                         |                                   |          |                  |
| 60 m haies       | 7 s 60        | Zhivko Videnov                                          |                                   | Sofia    | 29 janvier 2000  |
| Saut en hauteur  | 2,31 m        | Georgi Dakov                                            | Budapest Tricotext Cup            | Budapest | 26 février 1991  |
| Saut à la perche | 5,76 m        | Spas Bukhalov                                           | Sofia Akademika                   | Sofia    | 4 février 2006   |
| Saut en longueur | 8,30 m        | Ivaylo Mladenov                                         |                                   | Le Pirée | 28 février 1994  |
| Triple saut      | 17,45 m       | Khristo Markov                                          |                                   | Le Pirée | 6 février 1988   |
| Lancer du poids  | 21,04 m       | Georgi Ivanov                                           | Championnats du monde en salle    | Sopot    | 7 mars 2014      |
| Heptathlon       | 5 853 points  | Atanas Andonov                                          |                                   | Sofia    | 11 mars 1981     |
| 4 × 400 m        | 3 min 15 s 0  | Yanko Bratanov Marin Danov Vasil Kasov Krastyo Khristov |                                   | Sofia    | 14 février 1974  |

### Femmes
| Discipline       | Performance   | Athlète                                                               | Compétition                       | Lieu      | Date            |
| ---------------- | ------------- | --------------------------------------------------------------------- | --------------------------------- | --------- | --------------- |
| 60 m             | 7 s 03        | Anelia Nuneva                                                         | Meeting du Pas-de-Calais          | Liévin    | 22 février 1987 |
| 200 m            | 22 s 91       | Ivet Lalova                                                           | Championnats d'Europe en salle    | Madrid    | 6 mars 2005     |
| 400 m            | 50 s 21       | Vania Stambolova                                                      | Championnats du monde en salle    | Moscou    | 12 mars 2006    |
| 800 m            | 2 min 00 s 07 | Teodora Kolarova                                                      | Championnats des Balkans en salle | Le Pirée  | 21 février 2007 |
| 1 000 m          | 2 min 40 s 15 | Tsvetelina Kirilova                                                   |                                   | Sofia     | 2 février 2003  |
| 1 500 m          | 4 min 04 s 19 | Daniela Yordanova                                                     | Championnats du monde en salle    | Valence   | 9 mars 2008     |
| 3 000 m          | 8 min 47 s 45 | Daniela Yordanova                                                     | Championnats d'Europe en salle    | Gand      | 27 février 2000 |
| 60 m haies       | 7 s 74        | Yordanka Donkova                                                      |                                   | Sofia     | 14 février 1987 |
| Saut en hauteur  | 2,06 m        | Stefka Kostadinova                                                    |                                   | Le Pirée  | 20 février 1988 |
| Saut à la perche | 4,50 m        | Tanya Koleva-Stefanova                                                | Meeting d'Athènes                 | Athènes   | 16 février 2005 |
| Saut en longueur | 6,91 m        | Magdalena Khristova                                                   | XL Galan                          | Stockholm | 19 février 1998 |
| Triple saut      | 14,94 m       | Iva Prandzheva                                                        | Championnats du monde en salle    | Maebashi  | 7 mars 1999     |
| Lancer du poids  | 20,78 m       | Ivanka Khristova                                                      |                                   | Sofia     | 14 février 1976 |
| Pentathlon       | 4 542 pts     | Daniela Nenova                                                        |                                   | Yambol    | 6 mars 1983     |
| 4 × 400 m        | 3 min 32 s 03 | Monika Gachevska Mariyana Dimitrova Teodora Kolarova Vanya Stambolova |                                   | Sofia     | 4 février 2006  |